# Gaviál
Gaviál (Gavialis) je rod plazů z řádu krokodýli (Crocodilia) a čeledi gaviálovití (Gavialidae). Zahrnuje žijícího gaviála indického a několik vyhynulých druhů, včetně Gavialis bengawanicus, Gavialis breviceps, Gavialis browni, Gavialis curvirostris, Gavialis hysudricus, Gavialis leptodus, Gavialis lewisi a Gavialis pachyrhynchus. 

## Historie rozšíření
Většina druhů, včetně gaviála indického, žila na Indickém poloostrově, zatímco G. bengawanicus žil na Jávě. Gaviálové se pravděpodobně prvně objevili na území dnešní Indie před asi 20 miliony lety během období miocén a v kvartéru se rozšířili do Malajského souostroví. Pozůstatky gaviálů byly nalezeny také na Woodlark Island a Sulawesi východně od Wallaceovy linie, což naznačuje, že gaviálové byli pravděpodobně schopni pobývat i v mořském prostředí a dosáhnout možná i západní Oceánie.
Některé druhy gaviálů byly vyhubeny lidskými populacemi až v nedávné době (řádově před několika stoletími).

## Taxonomie
Rod gaviál, popsaný Nicolausem Michaelem Oppelem, je tzv. monotypický, obsahuje pouze jeden žijící druh – gaviál indický (Gavialis gangeticus).
- Gavialis, Oppel, 1811
  - Gavialis gangeticus (gaviál indický), Gmelin & Linné, 1789
  - Gavialis bengawanicus†
  - Gavialis breviceps†
  - Gavialis browni†
  - Gavialis curvirostris†
  - Gavialis hysudricus†
  - Gavialis leptodus†
  - Gavialis lewisit†
  - Gavialis pachyrhynchus†

## Chov v zoo Praha

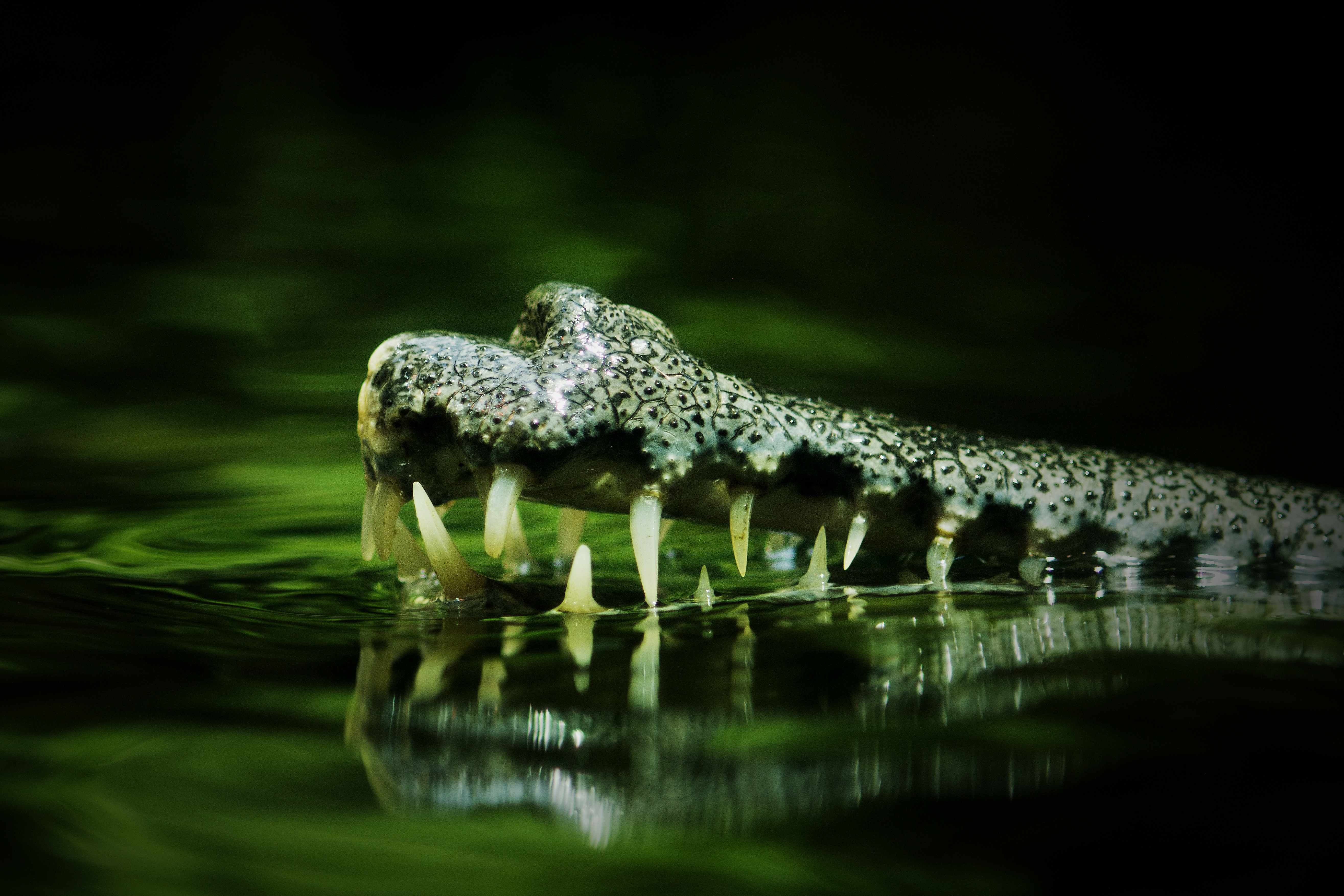
Gaviál indický, detail horní čelisti. Tenké jehlicovité zuby jsou přizpůsobeny k lovu ryb.

Skupinu sedmi chovných gaviálů získala pražská zoo z chovné stanice Madras Crocodile Bank Trust and Centre for Herpetology  Jedná se o největší chovnou skupinu gaviálů v Evropě s cílem vytvořit záložní populaci pro případ kritického vývoje gaviálů v jejich přirozeném prostředí. Zároveň byla pražská zoo pověřena vedením evropské plemenné knihy tohoto druhu.